# Davo (Fluss)
Der Davo ist ein linker Nebenfluss des Sassandra im Westen der Elfenbeinküste.

## Verlauf
Der Fluss hat seine Quellen nördlich von Sinfra, im Distrikt Sassandra-Marahoué. Er fließt in südliche Richtung. Schon bald darauf bildet er die Grenze zwischen Sassandra-Marahoué
Nach etwa der Hälfte seines Weges nimmt er von links seinen wichtigsten Nebenfluss, den Gueri, auf. In seinem Unterlauf, bildet er zunächst ein Stück der Grenze zwischen Gôh-Djiboua und Bas-Sassandra, später die Südostgrenze zum Gaoulou National Park. Der Davo mündet in den Sassandra, 12 km bevor dieser in den Golf von Guinea mündet.

## Hydrometrie
Die Durchflussmenge des Flusses wurde in Dakpadou bei etwa 94 % des Einzugsgebietes, über die Jahre 1969–1985, in m³/s gemessen.